# Моисеенко, Пётр Анисимович
Пётр Ани́симович Моисе́енко (1852, деревня Обыденная Смоленской губернии — 30 ноября 1923, Харьков) — один из первых российских рабочих-революционеров, ткач.

## Биография
Родился в 1852 году в деревне Обыденной Сычевского уезда Смоленской губернии. Рано осиротел. С 13 лет начал работать на фабрике.
В начале 1870-х годов приехал в Петербург, работал на предприятиях Шау, Кожевникова, Новой бумагопрядильне. Участвовал в рабочих кружках Нарвской заставы, сблизился с народниками, особенно тесно — с Г. В. Плехановым и С. Н. Халтуриным. Участвовал в Казанской демонстрации 1876 года. С 1878 года член «Северного союза русских рабочих». В феврале — марте 1878 года Моисеенко — один из руководителей стачки на Новой бумагопрядильне, в апреле 1878 года арестован и выслан на родину.
Осенью 1878 года бежал из-под надзора, нелегально вернулся в Петербург, где продолжал революционную работу под фамилией П. Анисимов. В январе 1879 года вновь возглавил стачку на Новой бумагопрядильне, 18 января был арестован и сослан в Восточную Сибирь. Ссылку отбывал в Канском округе Енисейской губернии. При возвращении из ссылки в 1883 году получил паспорт, в котором ошибочно была написана фамилия «Моисеенко», которую носил до конца жизни.
По возвращении поступил на Орехово-Зуевскую фабрику Саввы Морозова, где в 1885 году вместе с В. С. Волковым возглавил знаменитую Морозовскую стачку. За это был судим, и, хотя присяжные его оправдали, был выслан административным порядком в Архангельскую губернию. В 1889 году по окончании срока ссылки уехал в Челябинск, откуда опять был выслан на родину. Получив разрешение на выезд и сменив несколько городов, приехал в Ростов-на-Дону, где сблизился с социал-демократами. В 1894 году вновь арестован и сослан в город Вельск Вологодской губернии.
В 1901 году вернулся из ссылки и уехал в Донбасс, где участвовал в революционной работе до 1908 года. В 1909—1910 годах работал в Баку, а с 1912 года в Горловке. В 1916 году активно руководил Горловской забастовкой горняков. После этого вынужден был скрываться вплоть до Февральской революции (1917). После революции служил санитаром в Красной армии. В последние годы работал в Истпарте в Харькове.
Незадолго до кончины в 1923 году написал книгу воспоминаний.
Умер 30 ноября 1923 в Харькове. Похоронен в городе Орехово-Зуево Московской области.

## Память о П. А. Моисеенко
Именем Моисеенко в 1923 году названа улица в Санкт-Петербурге.
В Санкт-Петербурге была прядильно-ткацкая фабрика имени Петра Анисимова (бывшая Новая бумагопрядильня, позже в этом здании был лофт «Ткачи»).
Также именем Моисеенко названы улицы в Орехово-Зуеве, Ростове-на-Дону, Волгограде, Новосибирске, Астрахани, райцентрах Новодугино Смоленской области, Вельске Архангельской области, поселке Городищи Петушинского района Владимирской области, в Горловке, Донецке и Енакиеве (Украина). До 2015 года имя Петра Моисеенко носила улица Леся Курбаса в Днепре.